# Río Koksoak
El río Koksoak es un río de la vertiente ártica de Canadá, el más largo de Nunavik, la parte septentrional de la provincia de Quebec. Tiene una longitud de sólo 100 km, pero con una de sus fuentes, el río Caniapiscau, alcanza los 874 km; y drena una amplia cuenca de 133 000 km².
El nombre del pueblo inuit y del centro administrativo que queda sobre las orillas del Koksoak, Kuujjuaq, se traduce como «gran río» y se cree que Koksoak es una forma escrita más temprana de esta palabra esquimal.

## Geografía
El río Koksoak surge en la confluencia de sus dos principales afluentes, el Rivière aux Mélèzes, al oeste, y el río Caniapiscau, al sur. El río Koksoak fluye a lo largo de alrededor de 100 kilómetros en dirección este-noreste hacia la bahía de Ungava, y pasa por el pueblo de Kuujjuaq, que queda a unos 50 km de la costa. La longitud total del río Koksoak y su principal afluente, el río Caniapiscau, es de aproximadamente 874 kilómetros y el tamaño de su cuenca es de alrededor de 133.000 km². Sin embargo, las aguas superiores del río Canaipiscau fueron desviadas en 1985 al complejo hidroeléctrico de La Grande y alrededor del 45% del caudal del Caniapiscau fluye ahora por el embalse de Caniapiscau y hacia la bahía de James en el oeste. El área de captación del embalse de Caniapiscau es de alrededor de 36.800 km².
El río Koksoak tiene una descarga estimada de alrededor de 55 km³ de agua por año —aunque no están disponibles datos que abarquen amplios períodos de tiempo. La mayor parte del caudal acontece a principios del verano, cuando él se funde el hielo y la nieve del Escudo Canadiense. El río Koksoak queda en la frontera entre el límite norte del bosque boreal y las vastas extensiones de tundra de la península de Ungava, al norte. Toda la cuenca del Koksoak está cubierta con permafrost, de forma discontinua en el sur y continua en el norte.
Aunque las actividades de caza y los servicios administrativos son un sostén de la vida en Kuujjuaq, el turismo de aventura está en expansión, centrándose principalmente en la caza del caribú migrador así como la pesca del salmón, la trucha y el salvelino.

## Para saber más
- Breton-Provencher, Mimi. Summary of Information About the Koksoak River Region. [S.l.]: Société d'énergie de la baie James, Groupe d'étude conjoint Caniapiscau-Koksoak, 1982.
- Hydro-Québec. The Salmon of the Koksoak. Montreal: Hydro-Québec, 1984. ISBN 2-550-11519-8
- Kwan, Michael K. H. Mercury and Selenium in Fish from the Koksoak River. [Kuujjuaq, Quebec]: Makivik Corporation, 1999.
- Lalumière, Richard, Roger Le Jeune, and André Boudreault. Effects of a Streamflow Reduction on the Caniapiscau and Koksoak Rivers. [S.l.]: Caniapiscau-Koksoak Joint Study Group, James Bay Energy Corp, 1985.
- Makivik Corporation. The Koksoak River Fishery, 1982. Kuujjuaq, Quebec: Makivik Corporation, 1986.
- Messier, Danielle. Synthesis of Physical Modifications in the Koksoak River Estuary Following the Cutoff of the Caniapiscau River. [S.l.]: Société d'énergie de la baie James, Direction Ingénierie et environnement [Groupe d'étude conjoint Caniapiscau-Koksoak], 1985.